# Тишина и Ко

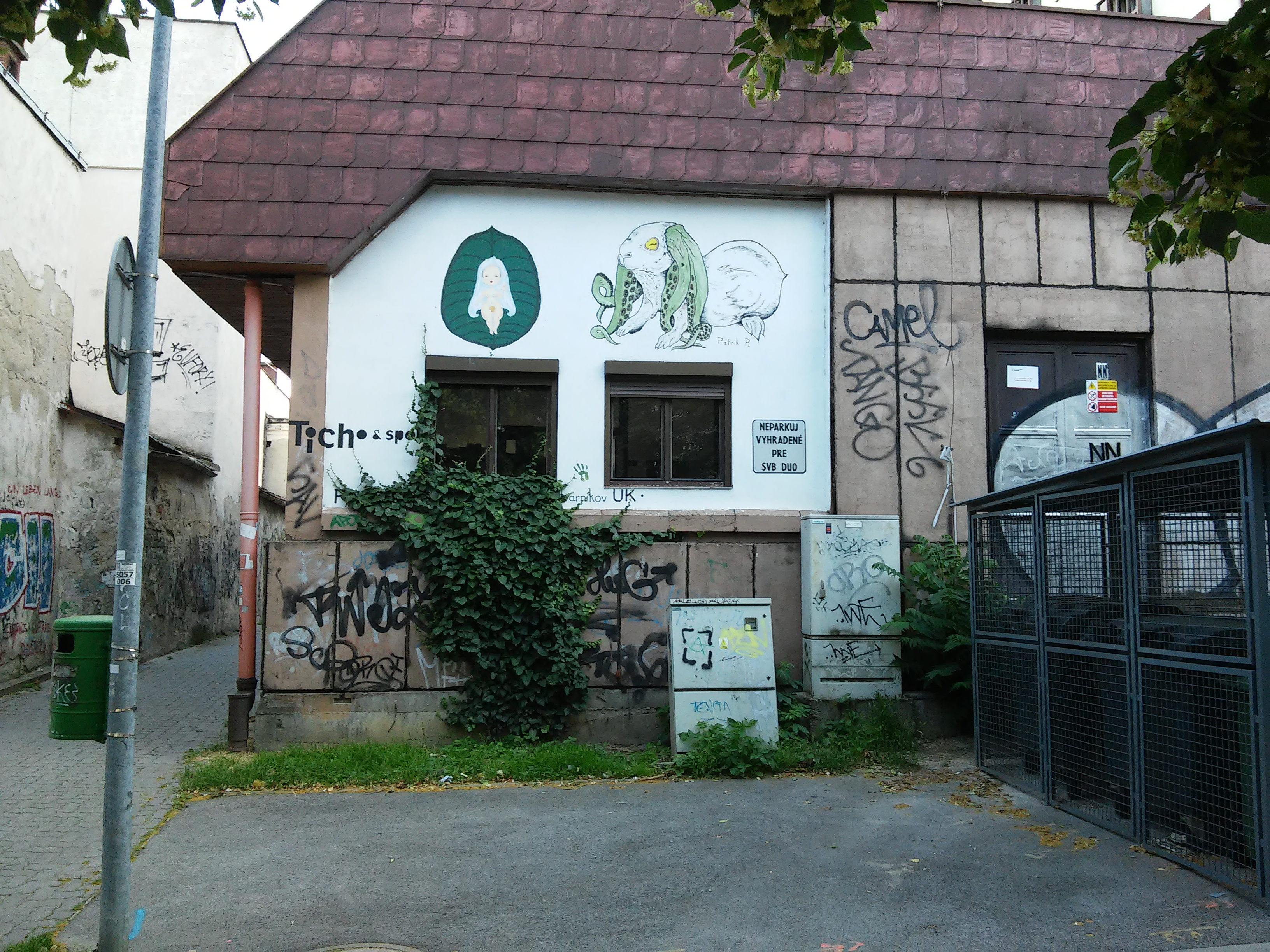
Здание театра

«Тишина и Ко» (словац. Ticho a spol.) — независимый камерный театр в Словакии. Расположен в помещении Старогородского клуба «10х10» на улице Школьная, д. 14 в Братиславе. В своих постановках театр старается отразить жизнь и идеи талантливых, но недооценённых деятелей словацкой культуры (Гана Поницка, Леопольд Лагола, Юрай Шпитцер).
Театр «Тишина и Ко» основан в 2010 году режиссёром-постановщиком Вики Яноушковой и режиссёром Робо Горняком после того, как Театр «a.ha.» (словац. Divadlo a.ha.) переехал из помещения Центра театра, литературы и образования на улице Школьная, д. 14 в прежнее помещение Малой сцены Словацкого национального театра. Вики Яноушкова таким образом вернулась в помещение хорошо ей знакомое, так как она вместе со Штефаном Коренчи и Моникой Коренчиовой стояла у истоков этого театра и много лет работала здесь режиссёром-постановщиком.
В начале 2012 года в театре состоялось сценическое чтение пьесы о Холокосте «Непризнанное будущее» (словац. Nepriznaná budúcnosť) современной словацкой писательницы Любы Лесной.
В театре также проходят спектакли магии, основанные на поэзии и сказочно-фантастических элементах («Израфель, или Задний ход к памяти», «Дежа вю»). В сотрудничестве с клиентами Дома социальных услуг «Прима» было создано Театральное объединение «Следы снов», которое ежегодно осенью либо в предрождественский период представляет зрителям свою очередную постановку.
Помимо театральных постановок, в программу театра входят и песенные спектакли, в которых участвуют словацкие и чешские исполнители фолк-музыки (Дагмар Вонькова-Андртова, группы «Цветы», «Однофазное брожение», Мариан Гайшберг, Мартин Гайшберг и УМК, Петер Янку, Зузана Гомолова, Соня Горнякова, группа «Стекло»).